# يوليا بيسولوفا
يوليا بيسولوفا (مواليد 23 أغسطس 1992) هي لاعبة كرة قدم روسية تلعب في مركز الدفاع عن تشيرتانوفو موسكو وصفتها المديرة الفنية السابقة للمنتخب الروسي فيرا باو بأنها موهبة رائعة.